# Skeets Tolbert
Campbell Aurelius 'Skeets' Tolbert (Calhoun Falls, 14 februari 1909 – Houston, 30 november 2000) was een Amerikaanse jazzmuzikant (zang, klarinet, saxofoon), -componist en orkestleider.

## Biografie
Hij speelde in Dave Taylors Taylor's Dixieland Orchestra (Serenaders) uit 1929, met zijn eerste bekende opname in 1931 als zanger en op altsaxofoon. In 1934 verhuisde hij naar New York, waar hij met Charlie Alexander speelde, voordat hij lid werd van de huisband in de nachtclub van New York, de Savoy Ballroom. In 1936 speelde hij met Fats Waller, voornamelijk altsaxofoon, dit keer was het duidelijk van grote invloed op Tolbers eigen schrijf- en arrangeerstijl. Hij speelde in een band met atleet Jesse Owens in 1937 en sloot zich vervolgens aan bij de band van Snub Mosley en bleef bij de band, nadat Mosley deze verliet.
Freddie Green, Kenny Clarke, Red Richards, Otis Hicks, Carl 'Tatti' Smith, Lem Johnson, Buddy Johnson, Theodore Carpenter, Leonard Hawkins Harry Prather, Clarence Easter speelden allemaal met Tolbert in de band, die in 1939 onder de naam Tolbert's Gentlemen of Swing opnam. Babe Hines verscheen op de Vol. 1 collectie, Yack Taylor op de tweede, beide waren vrouwelijke vocalisten. Tolbert maakte er een punt van om vrouwen ten minste een paar nummers op elk album solo bluesballads te laten zingen. Hij gebruikte elementen van vaudeville in veel van zijn deuntjes, voornamelijk mineur blues, maar sommige met donkerdere teksten. Geen van zijn liedjes kwam ooit in de hitlijsten of werd een standard, maar waren bedoeld om op te dansen in nachtclubs en woonkamers. Gedurfd in zijn schrijfstijl, werd Tolbert beïnvloed door Fats Waller. In zijn melodie Baby You're a Fine Piece of Meat gebruikte hij de regel you got... the right size feet, een verwijzing naar Wallers Your Feets Too Big. Hij kopieerde ook Wallers stijl van het schrijven van vreemde deuntjes, zoals The Stuff's Out, Papa's in Bed with His Britches On en andere gekke teksten. Met dit ensemble nam hij drie jaar op voor Decca Records, dat destijds Louis Jordan uitbracht. Zijn stijl riep veel tijdperken op van blues, vaudeville en jazzfusion.
Tolbert speelde voor $75/week in de Famous Door in New York. hij speelde ook naast de bar op het Queens Terrace in Astoria Queens, New York, dezelfde club waar Jackie Gleason begon te spelen toen hij doorbrak in de muziekwereld. In een interview met Eddie Detmeyer in 1995 merkte Red Richards op, dat de band op het Queen's Terrace regelmatig werd geroepen om in de grote zaal te spelen voor grotere acts, waaronder Jackie Gleason, omdat Tolbert de muziek kende. Hij kon de muziek spelen van iedereen, van Louis Jordan tot de opkomende Nat King Cole, wiens carrière hij hielp lanceren. Cole gebruikte het nummer Hit that Jive Jack van Tolbert en had er enorm veel succes mee. Tolbert arrangeerde en componeerde een aantal nummers voor Cole, Count Basie en Louis Jordan, die allemaal meer succes boekten dan Tolbert ooit. De meeste van zijn optredens waren volgens Richards lastige klussen, omdat hij zo goed was maar altijd op de achtergrond bleef, nooit roem verwierf of genoeg geld verdiende om van te leven en derhalve vertrok om les te geven.
Tolbert stapte in de filmindustrie met een reeks korte films, die bekend staat als soundies. In 1944 nam het ensemble vier geluidsfilms op van de nummers No No Baby, 'Tis You Babe, Blitzkrieg Bombardier en Corn Pone. Dat werden allemaal soundies, waarbij Lupe Cartiero het deuntje Corn Pone zong dat ze zelf schreef. Tolbert gebruikte vier dansers, waarschijnlijk uit Fritz Pollards Sun Tan Studios in Harlem. Mogelijk waren ze voormalige leden van The Zanzibeauts, dansers die optraden in de Club Zanzibar. De vrouwen zongen ook refreinen op het podium, terwijl Tolbert en band in de orkestbak zaten.

## Overlijden
Skeets Tolbert overleed in november 2000 op 91-jarige leeftijd.

## Discografie
- Skeets Tolbert and His Gentlemen of Rhythm, Vol I, 1931–1940
- Skeets Tolbert and His Gentlemen of Rhythm Vol. II, 1940–1942

- Bibliothèque nationale de France: cb140473827 (data)
- International Standard Name Identifier: 0000 0000 0886 0911
- Library of Congress Control Number: no00058440
- MusicBrainz: c682a2b0-7930-4427-81c7-2fd5837e340a
- Nationale Bibliotheek van Israël: 987007343145905171
- Virtual International Authority File: 2672772
- WorldCat: E39PBJjXp6DCRqGG4XTXvxYQMP